# 鳥貴族
株式会社鳥貴族（とりきぞく）は、大阪市浪速区に本社を置き、大阪府・東京都・愛知県を中心に居酒屋「鳥貴族」、チキンバーガー専門店「TORIKI BURGER」などを展開する企業。
現在の法人は持株会社に移行した株式会社エターナルホスピタリティグループ（旧・株式会社鳥貴族、「株式会社鳥貴族ホールディングス」から改称）傘下の事業会社であるが、本項目では両法人について記す。

## 概要
焼鳥をメインとする居酒屋系焼鳥屋「じゃんぼ焼鳥 鳥貴族」を展開。「鳥貴（とりき）」の略称で親しまれ、2024年5月現在、北海道・宮城県・埼玉県・東京都・神奈川県・千葉県・茨城県・石川県・愛知県・岐阜県・三重県・静岡県・兵庫県・大阪府・滋賀県・奈良県・京都府・和歌山県・岡山県・広島県・徳島県・福岡県・鹿児島県・沖縄県の24都道府県に店舗を展開する。
直営店の他一部でフランチャイズ（カムレードチェーンTCC）展開も行うが、現在は新規の加盟店募集は行っておらず、既存の加盟店による店舗増設並びに社員が独立して店舗を持つ場合のみフランチャイジーを認めている。
外食産業では多業態展開を進める企業が一般的な中で、同社では「流行・景気にも左右されず、寿命がない『永遠の業態』を目指す」として、当初「鳥貴族」の単業態での展開を進めていく方針を表明していた。しかし2020年以降、新型コロナウイルス感染症の流行の影響などから居酒屋という業態自体が営業休止など苦しい状況に置かれたため、2020年6月には社員の独立を想定した小規模店舗「大倉屋」のテスト店舗を開店したほか、2021年8月にはハンバーガー業態の新店舗「TORIKI BURGER」（代表取締役社長・高田哲也）をオープンするなど、従来の方針を転換し複数業態での展開を始めている。
複数業態への方針転換を行ったことに伴い、2021年2月1日付で持株会社制へ移行。（初代）株式会社鳥貴族は株式会社鳥貴族ホールディングスに商号変更、事業は株式会社鳥貴族分割準備会社から商号変更した（2代）株式会社鳥貴族が承継した。株式会社鳥貴族ホールディングスは2024年に株式会社エターナルホスピタリティグループに商号変更している。
グループ企業に焼き鳥店「やきとり大吉」を展開するダイキチシステムがいる。

## 特徴

### 店名・ロゴマーク
店名の「鳥貴族」の由来は、創業者・社長の大倉忠司によれば「お客様を【貴族】扱いする（大切にしていく）」「オシャレな名前にする（女性客を増やす）」という2つの狙いからという。
ロゴマークには「∞」のマークが入っているが、これも「永遠の業態」を目指す意味で、当初の社名である「イターナルサービス」にマークしたものである。ちなみに社長の息子である大倉忠義の所属グループである関ジャニ∞にも同グループが「SUPER EIGHT」に改名するまでは∞のマークが入っていたが、鳥貴族の方が関ジャニ∞よりも先にマークを入れており、両者には全く関係はないという。

### 低価格
最大の売りはメニュー全品を同一価格で提供する低価格路線であり、これが人気の秘訣となっている。ただし価格は「280円（税別）」（創業 - 2017年9月）→「298円（税別）」（2017年10月 - 2022年4月）→「350円（税込）」（2022年5月 - 2023年4月）→「360円（税込）」（2023年5月 -  2025年4月）→「390円（税込）」（2025年5月 - ）と、徐々に値上がりしている。その他宴会メニューとして、メニューに掲載されている全品が2時間食べ放題・飲み放題となる「晩餐会」（4人以上、要予約）がある。
「頼んでもいない商品を客に出すのは余計な負担をかける」という理由から、お通し（突き出し）は一切出さない。お通しが必要な客には、代わりとしてスピードメニュー（注文からすぐに出せるメニュー）を用意している。

### メニュー
味や品質を考慮し、創業当初から産地直送の国産鶏肉を使用。また新鮮な肉を提供するため、焼き鳥の串打ちは各店舗で行っている。串打ちは昼間に主婦などのパートタイマーを活用して行うため、原則としてランチ営業は行わない。一方で味の均質化のため、焼き鳥のタレは本社ビル内の工場でまとめて生産している。
2016年10月1日に使用食材の国産100％（フードメニュー）達成。
チェーン居酒屋系の焼鳥屋としては珍しくメニューに発泡酒があった（後述する2014年の契約変更まで）。発泡酒は大ジョッキ（700ml）で298円（税抜）と、コンビニエンスストアで350ml缶を2本買った場合の価格とほとんど変わらない計算になるため、一時は発泡酒とビールの販売比率が7:3となっていた。なおビール類は2014年3月まではキリンビール（一番搾り、麒麟淡麗〈生〉）と契約していたが、同年4月よりサントリー（ザ・プレミアム・モルツ、金麦）に変更している。

### 店舗
店舗展開においては、特に都心部では出店コストを抑えるため、空中店舗・地下店舗を積極的に新規出店していることも特徴。ただし、郊外では1階に店舗を構えていることも多い。

## 沿革
- 1985年（昭和60年） 創業。大阪府東大阪市の近鉄俊徳道駅前に第1号店「俊徳店」を開店（2008年閉店）。
- 1986年（昭和61年） 「株式会社イターナルサービス」として設立。
- 2005年（平成17年） 東京に進出、中野に関東1号店をオープン[21]。
- 2009年（平成21年） 名古屋に進出[22]。8月に商号を（旧）「株式会社鳥貴族」に変更。
- 2010年（平成22年） 10月に本社を移転[23]。
- 2011年（平成23年）200店舗達成　埼玉県に初進出。
- 2012年（平成24年）300店舗達成　滋賀県に初進出。
- 2014年（平成26年）7月10日 ジャスダック上場[2]。
- 2015年（平成27年）7月10日 東京証券取引所市場第2部に市場変更[24]。
- 2016年（平成28年）4月1日 東京証券取引所市場第1部に指定替え。
- 2017年（平成29年）10月1日 均一価格280円から298円に価格変更[25][26]。
- 2020年（令和2年）4月4日 新型コロナウイルスの感染拡大の影響を受け、直営店舗全394件を臨時休業[27]。
- 2020年（令和2年）8月7日 株式会社鳥貴族分割準備会社を設立。
- 2021年（令和3年）2月1日  持株会社制へ移行。（旧）株式会社鳥貴族の商号を株式会社鳥貴族ホールディングスに、株式会社鳥貴族分割準備会社の商号を（新）株式会社鳥貴族へそれぞれ変更[9]。
- 2021年（令和3年）チキンバーガー専門店「TORIKI BURGER」の営業を事業内容とする株式会社TORIKI BURGERを設立
- 2022年（令和4年）10月3日　福岡県に初進出。
- 2023年（令和5年）1月4日 サントリーホールディングス傘下で焼き鳥店「やきとり大吉」を運営しているダイキチシステム株式会社の全株式を取得し子会社化[28][29]。2月4日 岡山県に中四国初進出[30]。3月1日、公式アプリをリリース[31]。3月下旬　広島県に初進出予定。
- 2024年（令和6年）5月1日 2023年10月開催予定の株主総会での決議を経た上で商号を「株式会社エターナルホスピタリティグループ」に変更した[32]。同社は「グローバルチキンフードカンパニー」を目指す長期ビジョンを掲げており、将来的な国外進出を念頭に置いた社名変更であり、2024年にその世界進出の第1弾としてアメリカ合衆国に出店、アジアでも市場開拓を進めていくとしている[33]。
- 2025年（令和7年）5月1日、40周年を迎えて東大阪市永和1に1号店を再現した「鳥貴族 俊徳店」期間限定オープン。1号店復活プロジェクトは39周年を迎えた2024年、大倉社長の長男で「SUPER EIGHT」の大倉忠義がSNSで「ポップアップでもいいから1号店を復活させてほしい」とメッセージを送ったことがきっかけ。忠義の生まれた年に1号店が誕生した。大倉社長は「最初は冗談だろうと思ったが、これまでお互いに何か発信をしていても絡むことはなかったので、直接言ってきたということは本気だと思った。協力してくれるの？と聞いたら、協力するよということで、社内でプロジェクトが立ち上がった[34]。

## 鳥貴族グループブランド
グループ中核ブランドである焼鳥屋「鳥貴族」の持続的な成長に加え、「チキンフード」を事業領域として新ブランドを創出している。
- 鳥貴族
- TORIKI BURGER
- やきとり大吉

## ギャラリー

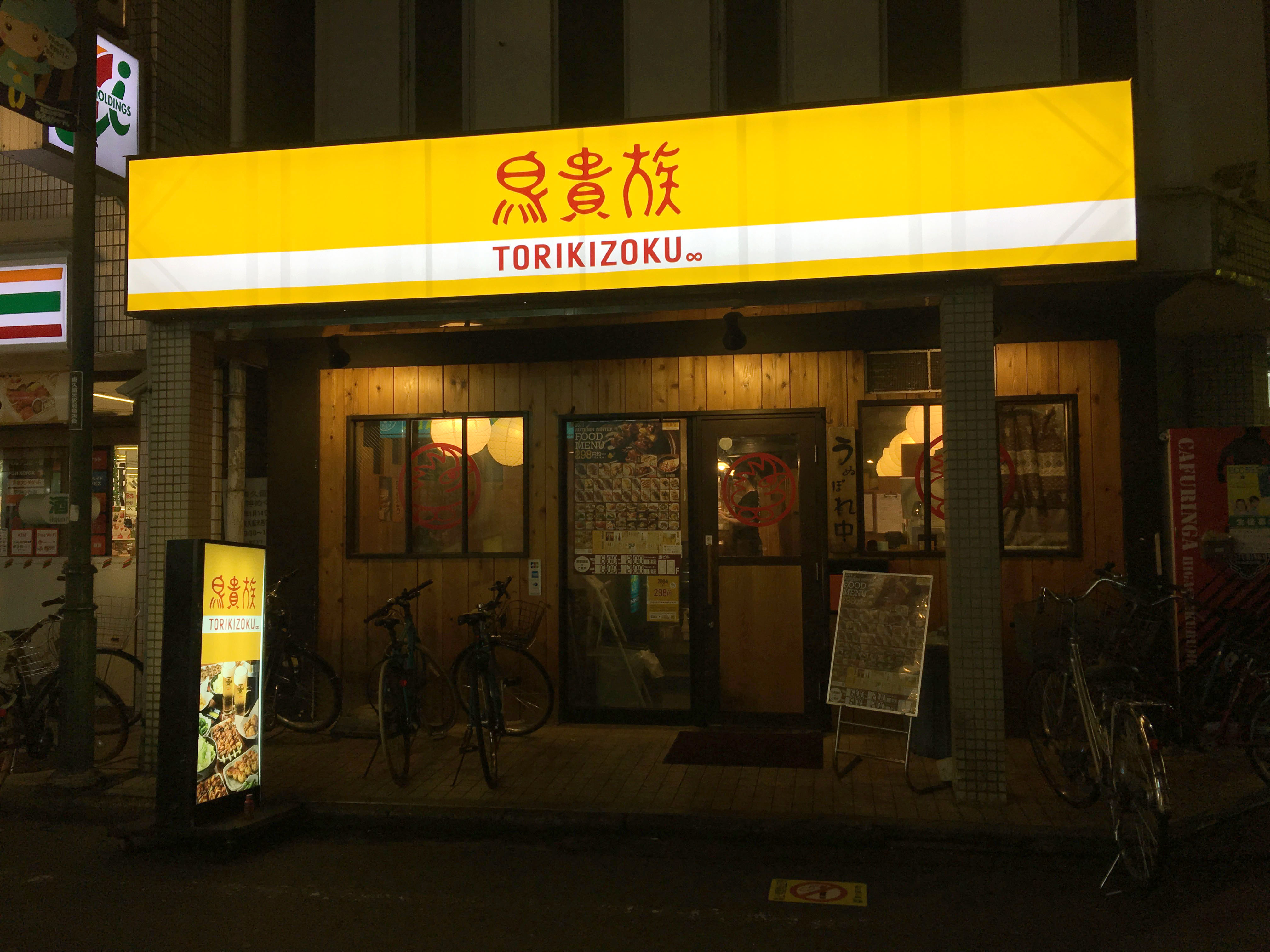
鳥貴族・東久留米店（東京都）
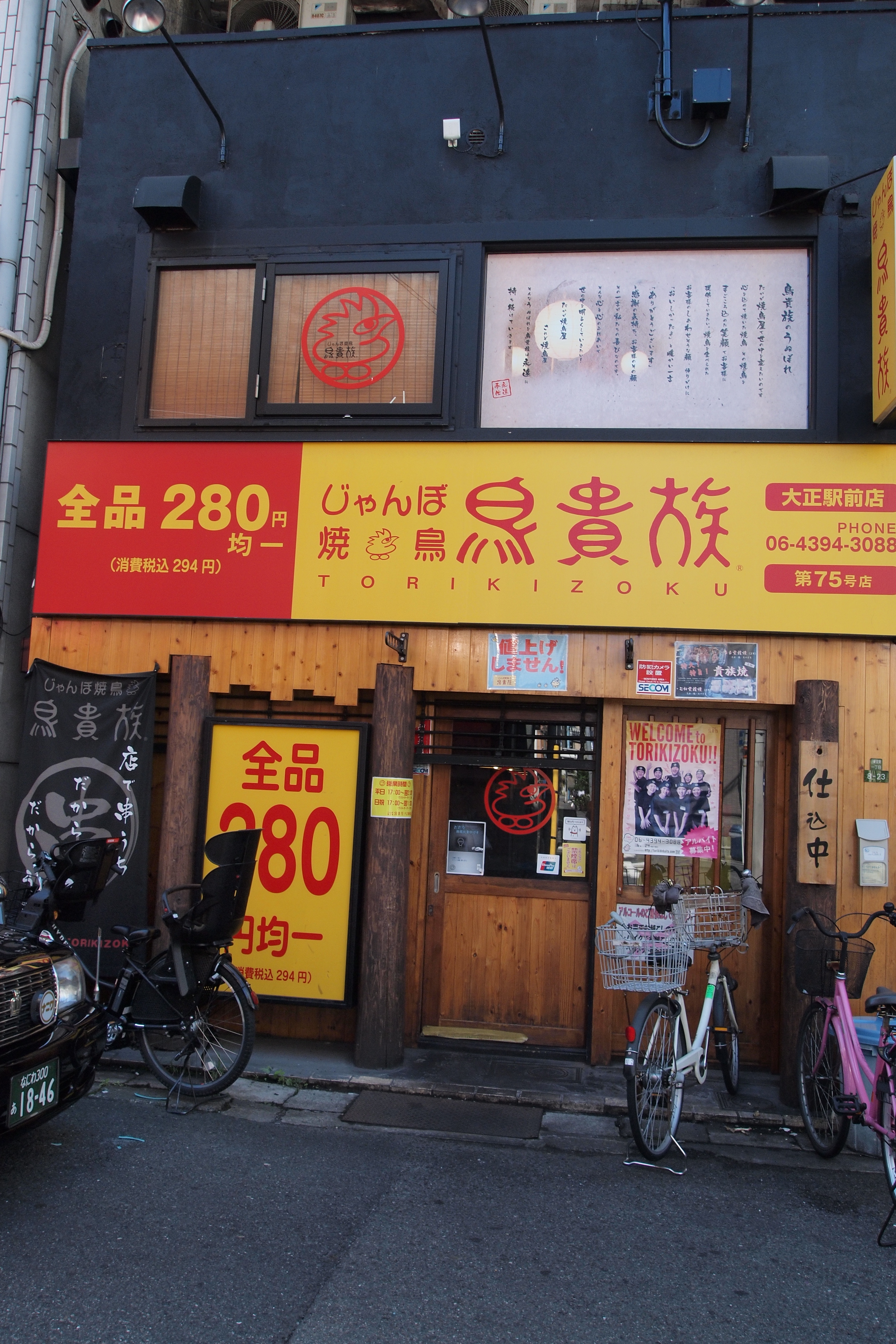
鳥貴族・大正駅前店（大阪府)
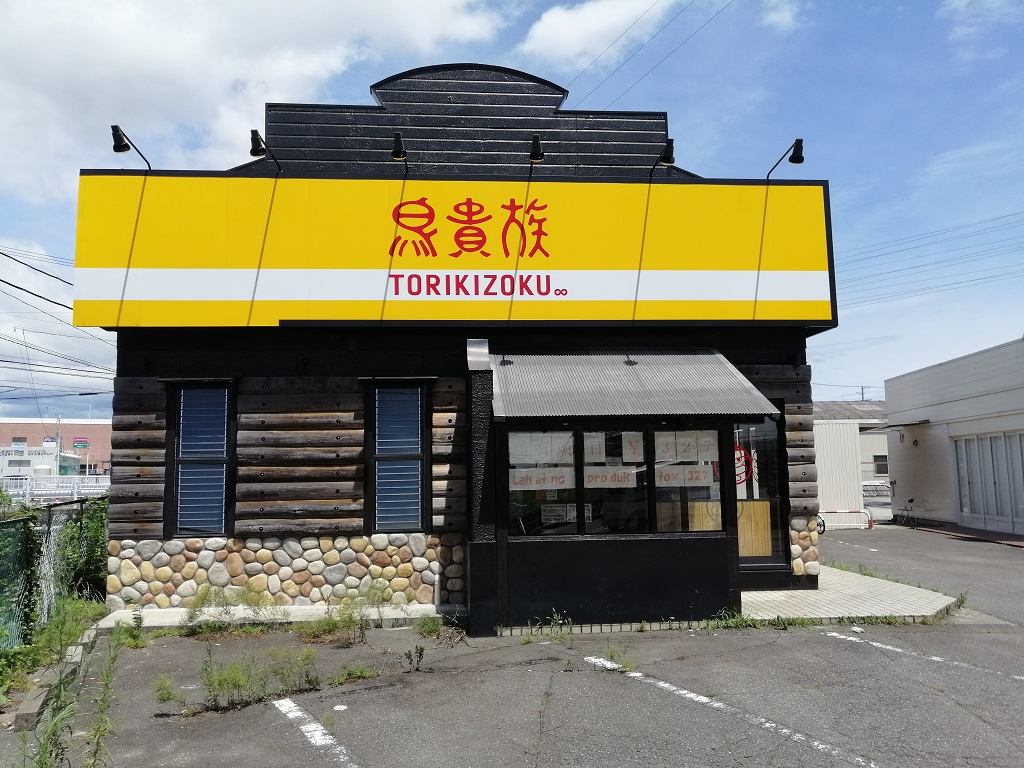
鳥貴族・西尾店（愛知県）
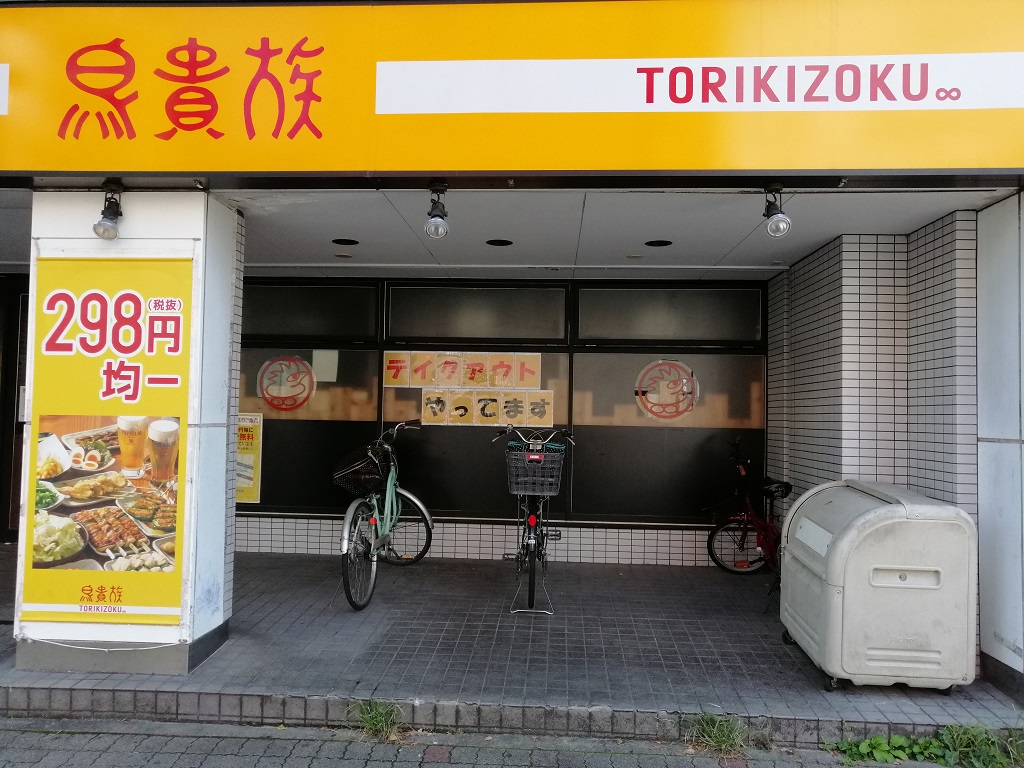
鳥貴族・今池店（愛知県）
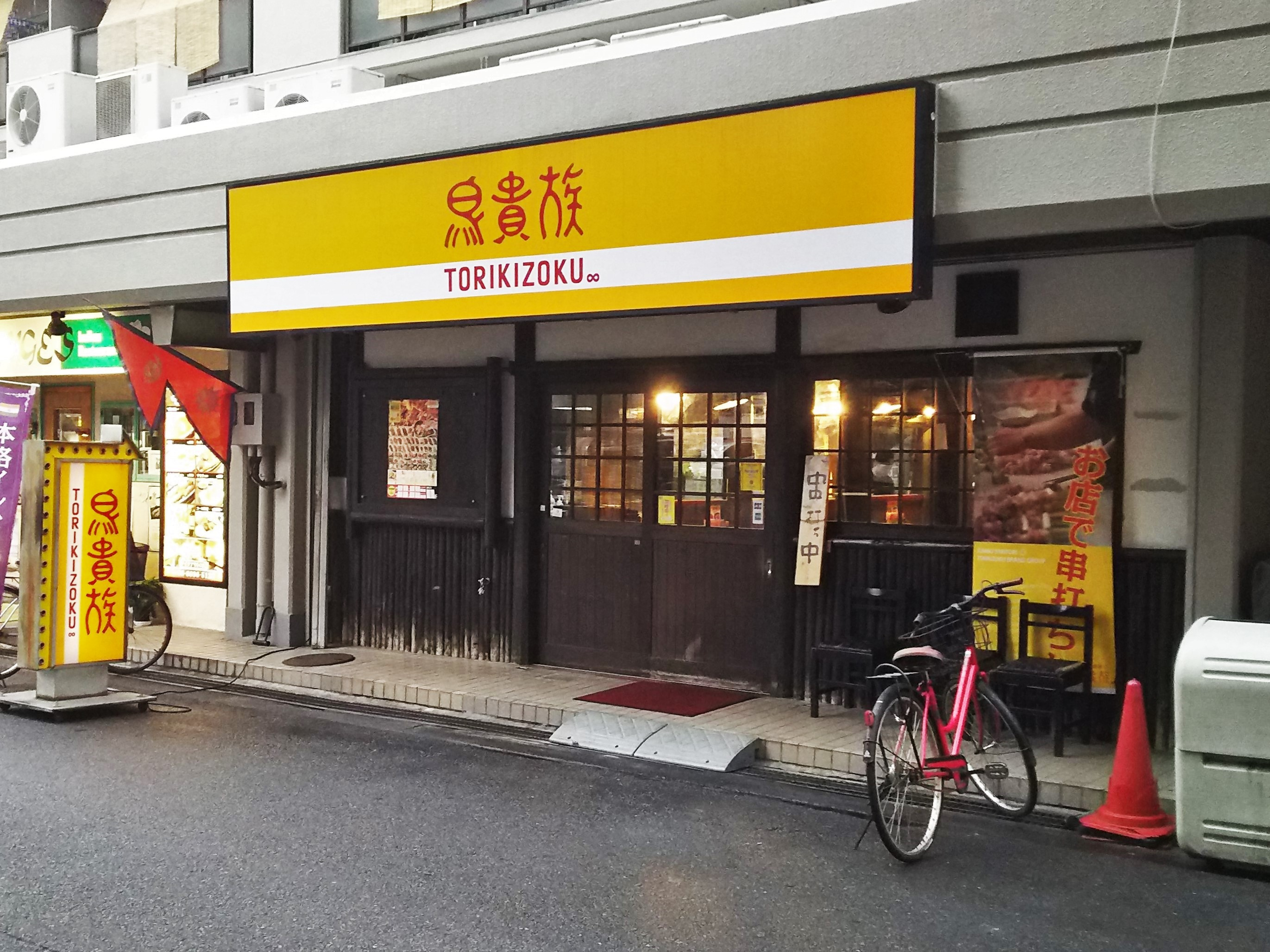
鳥貴族・我孫子店（大阪府）
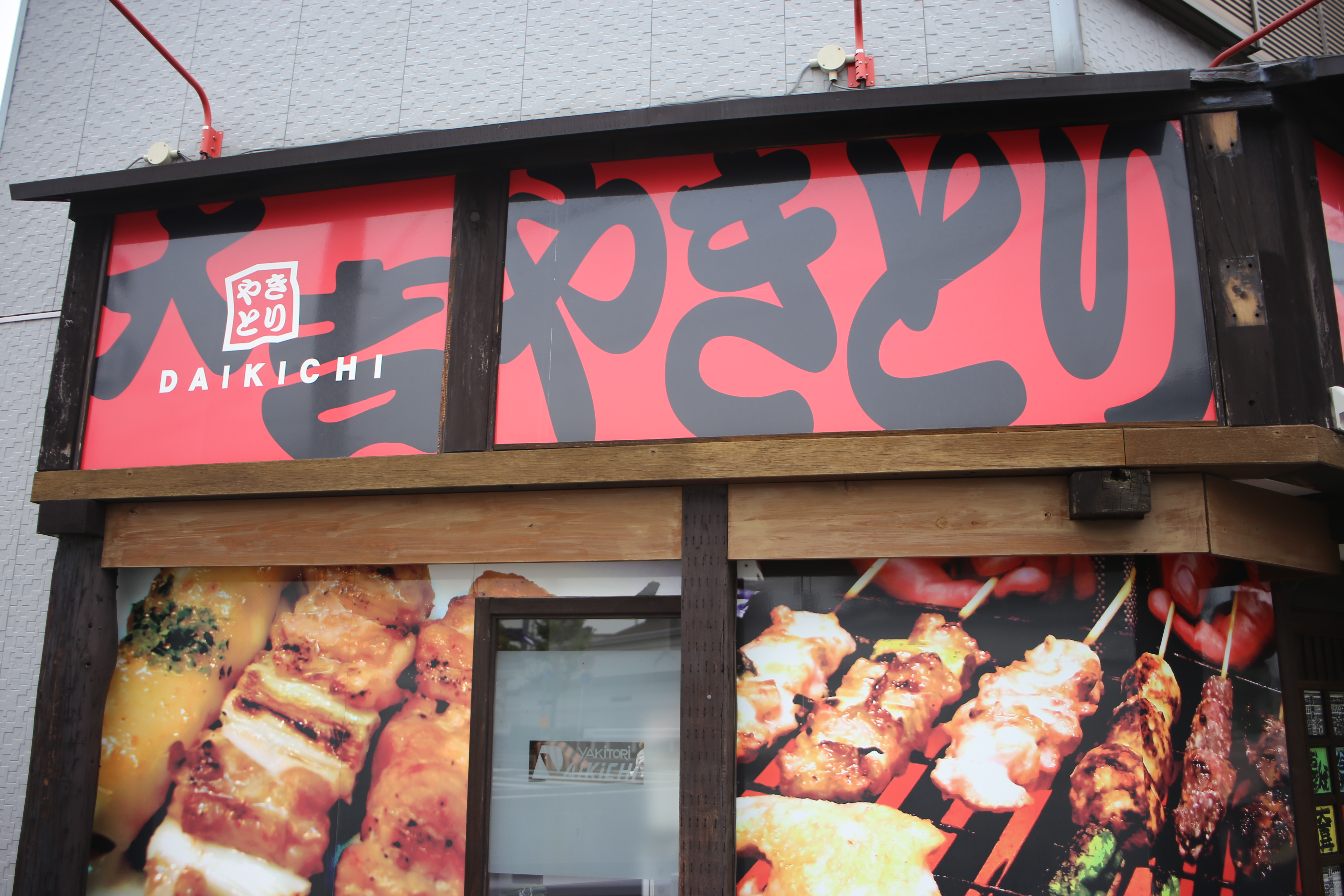
やきとり大吉・千種店（愛知県）
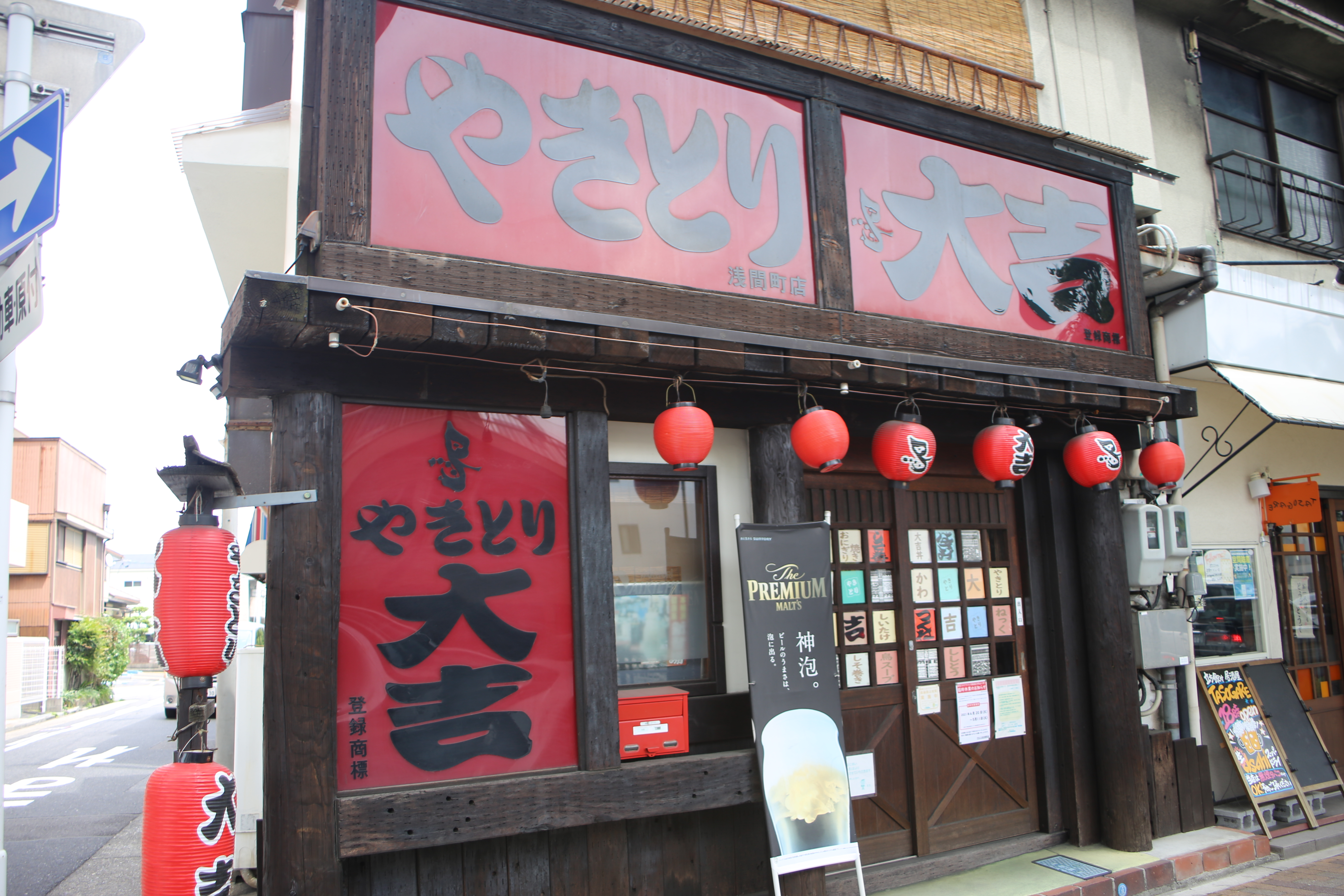
やきとり大吉・浅間町店（愛知県）
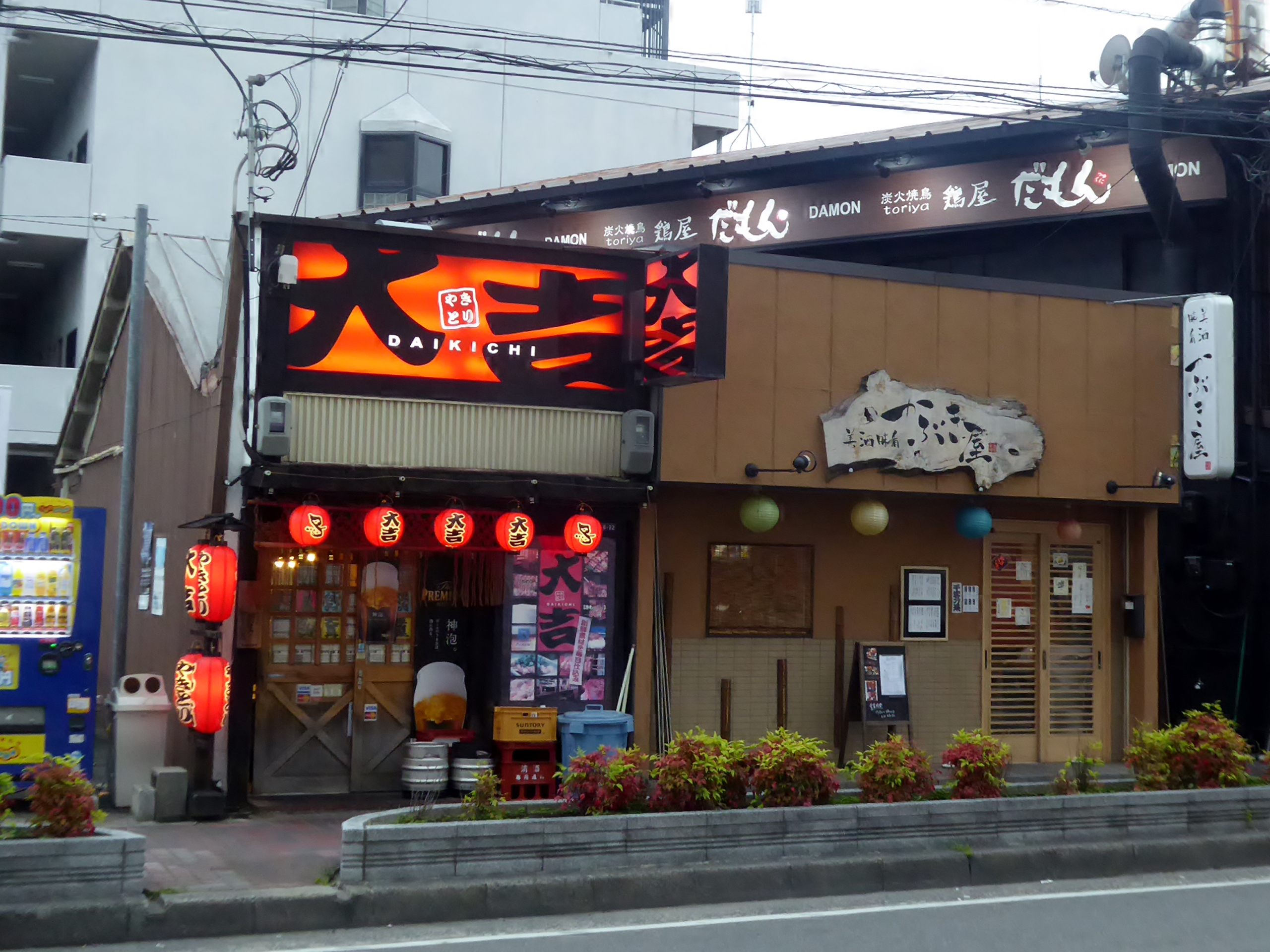
やきとり大吉・門真店（大阪府）
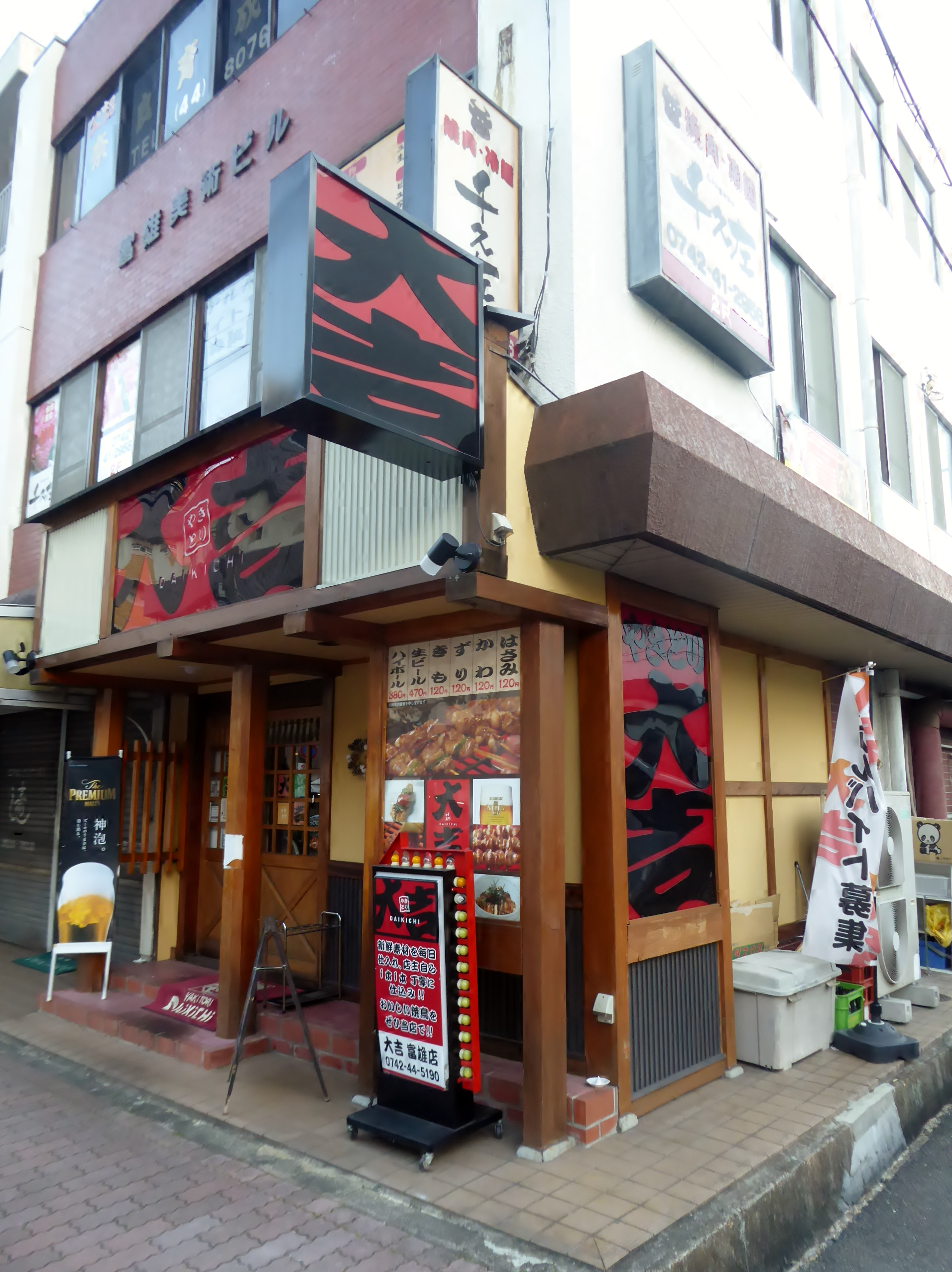
やきとり大吉・富雄店（奈良県）
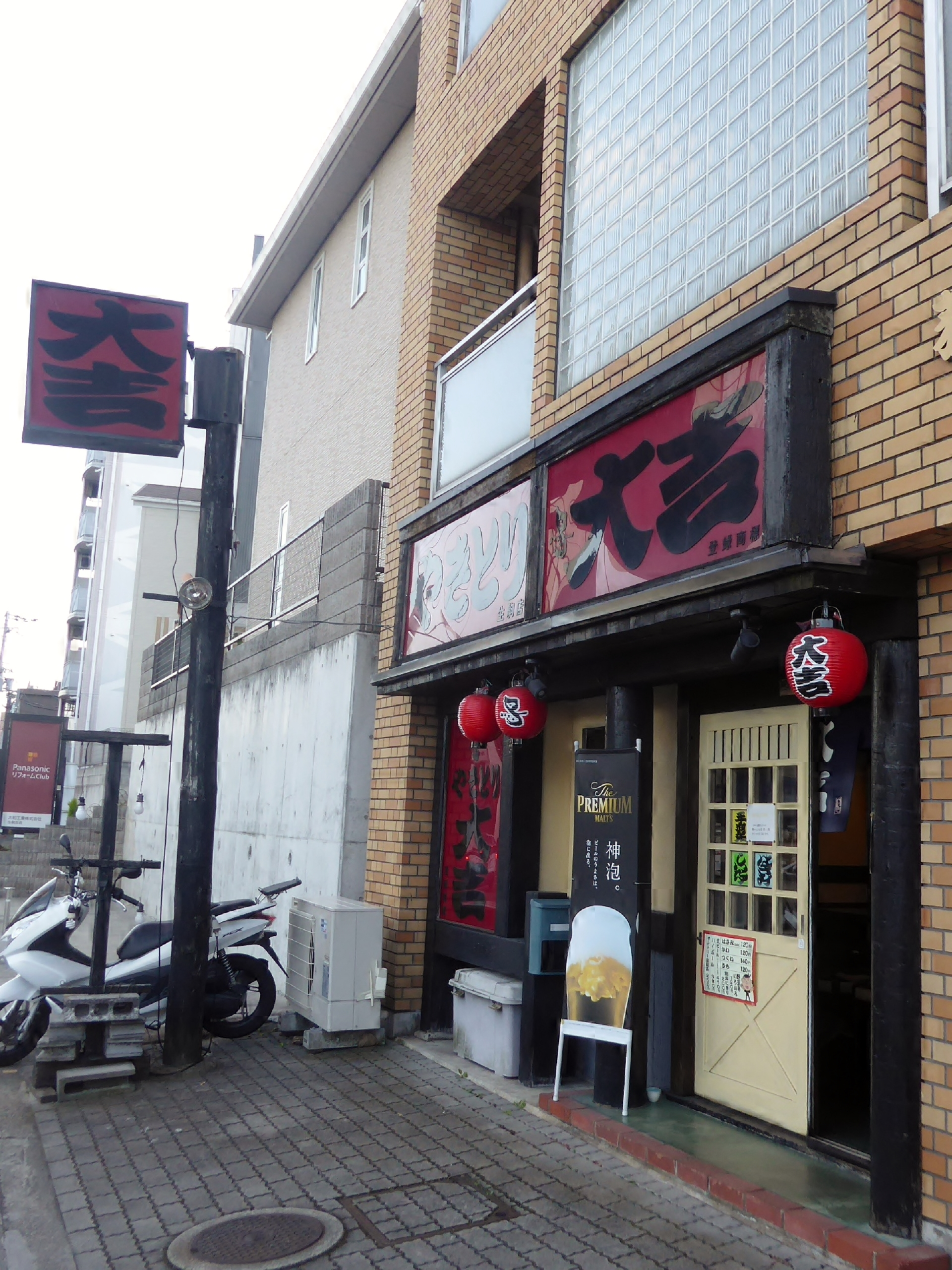
やきとり大吉・生駒店（奈良県）
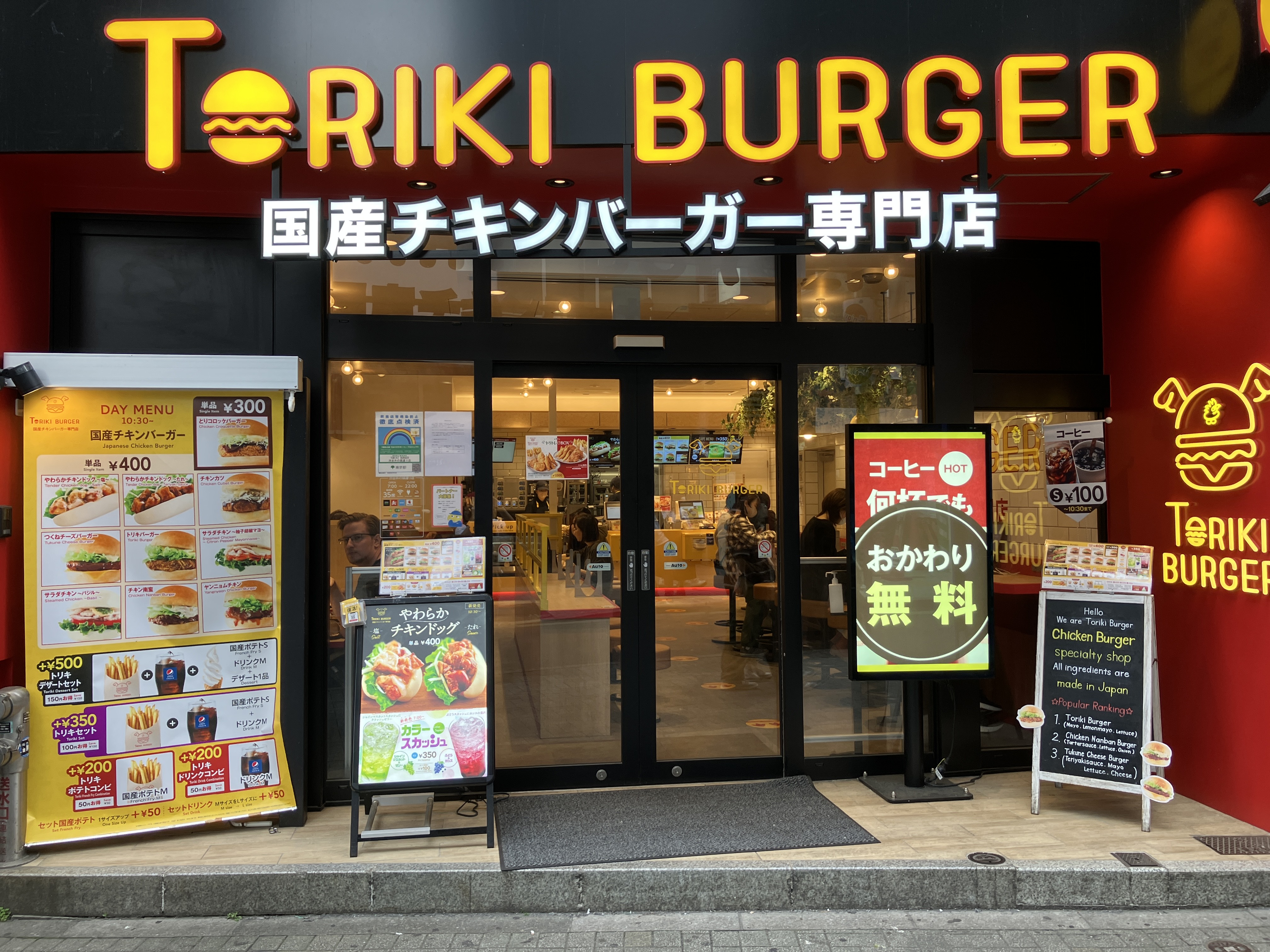
TORIKI BURGER 渋谷井の頭通り店（東京都）
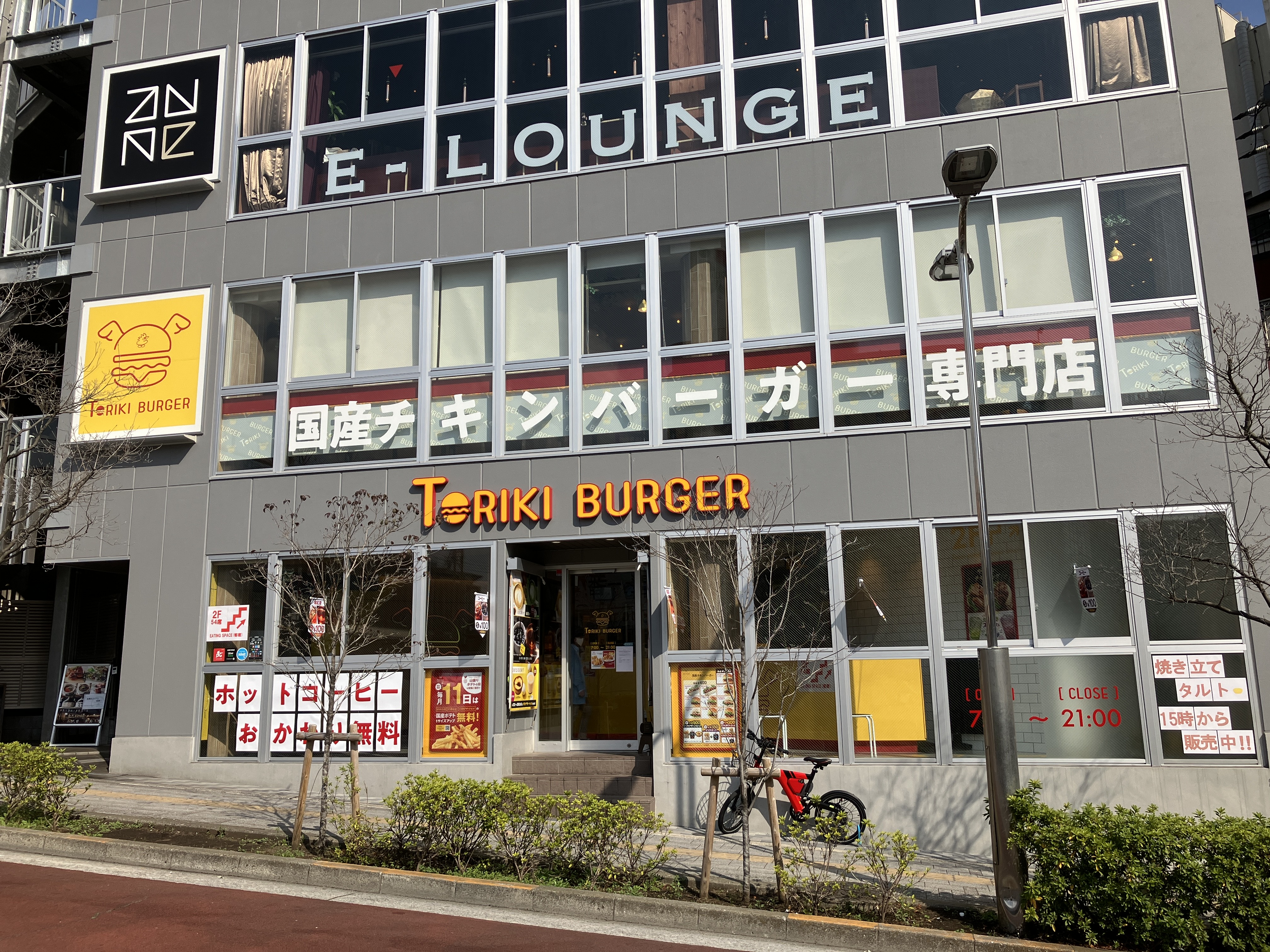
TORIKI BURGER 大井町店（東京都）

## テレビ番組
- 日経スペシャル カンブリア宮殿 280円均一で絶好調！ 焼き鳥チェーンの"ぶれない経営"（2015年4月9日、テレビ東京）[35]
- 帰れま10（2016年6月5日、テレビ朝日）[36]
- アメトーーク! 鳥貴族芸人（2020年4月30日、テレビ朝日）[37]
- お願い!ランキング 『鳥貴族』人気ベスト30（2022年2月3日、テレビ朝日）[38]
- ウワサのお客さま（2022年9月9日、フジテレビ）[39]
- 加藤浩次＆小泉孝太郎の日本イチバン旅（2024年4月24日、TBSテレビ）[40]

## 書籍

### 関連書籍
- 『鳥貴族「280円均一」の経営哲学』（著者:大倉忠司）（2012年11月17日、東洋経済新報社）ISBN 9784492502433

## その他
- 2016年7月19日から23日にかけて南柏店で酎ハイに消毒用アルコールを混ぜて計151杯を提供した[41][42]。健康被害の連絡はなかった。
- 2015年4月、ロゴマークやメニューがよく似た焼き鳥店を営業され損害を受けたとして、京阪神で「鳥二郎」を展開する株式会社秀インターワン（「鳥二郎」事業は2017年に株式会社ダイナミクスへ会社分割により譲渡されたが、ダイナミクスは2023年2月破産）に対し、ロゴの使用禁止や約6千万円の損害賠償を求める訴訟を大阪地方裁判所に起こした[43]。結果は和解[44]。